# Queens of the Stone Age (альбом)
Queens of the Stone Age («Королевы каменного века») — дебютный студийный альбом американской рок-группы Queens of the Stone Age. В связи с провалом переговоров с Roadrunner Records, альбом вышел в сентябре 1998 года на лейбле Loosegroove Records, принадлежащий гитаристу Pearl Jam Стоуну Госсарду. В основном альбом был написан и записан основателями Джошем Хоммом и бывшим ударником Kyuss Альфредо Эрнандесом. Стиль написания, построенный на риффах, Хомм назвал «роботичным роком» (англ. robot rock). Относительно этой эстетики Хомм сказал: «Я просто хотел создать такую группу, чтобы за три секунды слушатели смогли понять, что это за группа».

## Список композиций
Слова и музыка всех песен — написаны Джошем Хоммом и Альфредо Эрнандесом кроме отмеченных.
| №   | Название                      | Автор(ы)                        | Длительность |
| --- | ----------------------------- | ------------------------------- | ------------ |
| 1.  | «Regular John»                | Хомме / Эрнандес / Джон Макбейн | 4:35         |
| 2.  | «Avon»                        | Хомме                           | 3:22         |
| 3.  | «If Only»                     | Хомме                           | 3:20         |
| 4.  | «Walkin' on the Sidewalks»    |                                 | 5:03         |
| 5.  | «You Would Know»              |                                 | 4:16         |
| 6.  | «How to Handle a Rope»        |                                 | 3:30         |
| 7.  | «Mexicola»                    | Хомме                           | 4:54         |
| 8.  | «Hispanic Impressions»        |                                 | 2:44         |
| 9.  | «You Can't Quit Me Baby»      |                                 | 6:34         |
| 10. | «Give the Mule What He Wants» |                                 | 3:09         |
| 11. | «I Was a Teenage Hand Model»  |                                 | 5:01         |

| №   | Название                                        | Автор(ы)                        | Длительность |
| --- | ----------------------------------------------- | ------------------------------- | ------------ |
| 1.  | «Regular John»                                  | Хомме / Эрнандес / Джон Макбейн | 4:38         |
| 2.  | «Avon»                                          | Хомме                           | 3:25         |
| 3.  | «If Only»                                       | Хомме                           | 3:23         |
| 4.  | «Walkin' on the Sidewalks»                      |                                 | 5:02         |
| 5.  | «You Would Know»                                |                                 | 4:19         |
| 6.  | «The Bronze»                                    | Хомме                           | 3:45         |
| 7.  | «How to Handle a Rope (A Lesson in the Lariat)» |                                 | 3:31         |
| 8.  | «Mexicola»                                      | Хомме                           | 4:56         |
| 9.  | «Hispanic Impressions»                          |                                 | 2:47         |
| 10. | «You Can't Quit Me Baby»                        |                                 | 6:37         |
| 11. | «These Aren't the Droids You're Looking For»    | Хомме                           | 3:07         |
| 12. | «Give the Mule What He Wants»                   |                                 | 3:09         |
| 13. | «Spiders and Vinegaroons»                       | Хомме                           | 6:27         |
| 14. | «I Was a Teenage Hand Model»                    |                                 | 5:02         |

## Участники записи
Queens of the Stone Age
- Джош Хомме — вокал, гитара, бас-гитара, клавишные, фортепиано
- Альфредо Эрнандес — ударные

Приглашённые музыканты
- Крис Госс — бас-гитара и бэк-вокал («You Would Know» и «Give the Mule What He Wants»), клавинет и перкуссия («Spiders and Vinegaroons»)
- Фред Дрейк — ударные и вокал («I Was a Teenage Hand Model»)
- Патрик Хатчинсон — фортепиано («I Was a Teenage Hand Model»)
- Дэйв Кэтчинг — перкуссия («I Was a Teenage Hand Model»)
- Майк Джонсон — «софа» («I Was a Teenage Hand Model»)
- Виктор Индриззо — ударные («Spiders and Vinegaroons»)
- Ник Оливери — занимался оформлением альбома и появился в «телефонном сообщении» в конце «I Was a Teenage Handmodel», но в альбоме не играет